# 3607 Naniwa
A 3607 Naniwa (ideiglenes jelöléssel 1977 DO4) a Naprendszer kisbolygóövében található aszteroida. Hiroki Kosai és Kiichiro Hurukawa fedezte fel 1977. február 18-án.